# Кёсэй-кай

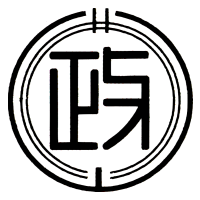
Даймон Кёсэй-кай

Кёсэй-кай (яп. 共政会 Кё:сэй-кай) — преступная группировка в японской мафии якудза, базирующаяся в Хиросиме. Она насчитывает около 280 активных членов и 470 полуактивных. Кёсэй-кай является крупнейшей группировкой якудза в регионе Тюгоку.

## История
Кёсэй-кай был основан в мае 1964 года семью кланами якудза, объединённых бакуто (карточным игроком) Тацуо Ямамурой.
Кёсэй-кай известен своей историей ожесточённых конфликтов с различными другими группировками якудза, и таким образом на Кёсэй-кай лежит главная ответственность за создание образа Хиросимы как «города насилия». Наиболее примечательным из всех войн Кёсэй-кая является конфликт с Ямагути-гуми, крупнейшим синдикатом якудза, начавшийся с начала 1960-х годов.
Кёсай-кай был ведущим членом двух федераций, направленных на борьбу с Ямагути-гуми: Кансай Хацука-кай (образован в 1970 году) и Нисиниппон Хацука-кай (образован в 1989 году). А также Кёсай-кай организовала новую федерацию Гося-кай против Ямагути-гуми в 1996 году, в которую ещё вошли 3 другие, базирующиеся в регионе Тюгоку, группировки якудза: Кёдо-кай, Асано-гуми и Года-икка, а также располагающаяся в регионе Сикоку клан Синва-кай.

## В массовой культуре
Японский фильм режиссёра Киндзи Фукасаку «Битвы без чести и жалости» (1973 год) и последующие его сиквелы посвящены конфликтам якудза в XX веке в Хиросиме, в котором Кёсай-кай занимает особое место. В фильме Кёсей-кай фигурирует под названием "Коалиция Тенсей".

## Оябуны
- 1-й (1964—1965): Тацуо Ямамура
- 2-й (1965—1970): Такэси Хаттори
- 3-й (1970—1987): Хисаси Ямада
- 4-й (1990—2003): Исао Окимото
- 5-й (2004-наст.вр.): Ацуму Мория